# Nikola Peković
Nikola Peković (cyr. Никола Пековић; ur. 3 stycznia 1986) – czarnogórski koszykarz, występujący na pozycji środkowego.

## Kariera

### Europa
Peković rozpoczął grę w koszykówkę w zespole KK Junior z Podgoricy. Następnie przeszedł do KK Atlas w 2003 roku, gdzie grał do 2005. Jego kolejnym zespołem został KK Partizan, z którym zdobył trzy Mistrzostwa Kraju (2006, 2007 i 2008), dwa razy wygrał Ligę Adriatycką (2007, 2008) i raz Puchar Serbii.
W lecie 2008 Peković dołączył do greckiego Panathinaikosu. Podpisał trzyletni kontrakt wart 4.6 miliona euro. Podczas osiemnastu miesięcy, średnio zdobywał 13 punktów i notował 3,8 zbiórki na mecz. Przyczynił się do wygrania Euroligi w sezonie 2008/09.

### NBA
W drafcie NBA w 2008 roku został wybrany z 31 numerem przez Minnesotę Timberwolves. Wielu ekspertów sądziło, że zostanie wybrany w pierwszej dziesiątce, ale jego sytuacja kontraktowa sprawiła, że został wybrany z niższym numerem.
30 czerwca 2010 ogłoszono, że Peković podpisał trzyletnią umowę z Wolves, wartą 13 milionów dolarów.
Pierwszego sezonu Peković nie mógł zaliczyć do udanych, gdyż popełniał dużo błędów 3-sekund, fauli ofensywnych(błędy w zasłonach) i kontuzja.
Na początku drugiego sezonu był głębokim rezerwowym (często nawet nie wychodził nawet na boisko), ale wraz z rozwojem sezonu zyskiwał w oczach trenera Rick Adelmana i został pierwszym centrem drużyny. W głosowaniu na MIP sezonu 2011-2012 zajął 3. miejsce.

### Powrót do Europy
16 sierpnia 2011 roku podpisał kontrakt z Partizanem Belgrad, na czas lokautu NBA.

## Osiągnięcia
Stan na 21 czerwca 2017, na podstawie, o ile nie zaznaczono inaczej.
Drużynowe
- Mistrz:
  - Euroligi (2009)
  - ligi adriatyckiej (2007, 2008)
  - Grecji (2009, 2010)
  - Serbii (2007, 2008)
  - Serbii i Czarnogóry (2006)
- Wicemistrz ligi adriatyckiej (2006)
- Zdobywca pucharu:
  - Grecji (2009)
  - Serbii (2008)
- Finalista pucharu:
  - Grecji (2010)
  - Serbii (2007)

Indywidualne
- MVP:
  - finałów ligi adriatyckiej (2008)
  - MVP play-off ligi serbskiej (2008)
  - kolejki Euroligi:
    - 1. – 2007/08
    - 1. TOP 16 – 2008/09
- Uczestnik meczu gwiazd ligi:
  - adriatyckiej (2008)
  - greckiej (2009)
- Zaliczony do:
  - I składu:
    - Euroligi (2009)
    - ligi greckiej (2009)

  - II składu Euroligi (2008)

NBA
- Zawodnik tygodnia konferencji zachodniej NBA (8.04.2013)

Reprezentacja
- Mistrz Europy U–20 (2006)
- Brązowy medalista mistrzostw Europy U–20 (2005)
- Uczestnik mistrzostw Europy:
  - 2011 – 21. miejsce
  - dywizji B (2009)
- Zaliczony do I składu mistrzostw Europy U–20 (2006)